# Isah Eliakwu
Isah "Aly" Abdulahi Eliakwu, né le 25 octobre 1985 à Lokoja, est un footballeur nigérian. 
Il évolue actuellement à l'Anji Makhatchkala au poste d'attaquant depuis 2010. Avant ce transfert, il est formé à l'Inter Milan avant de jouer pendant 8 ans en Serie B.